# Amblyrhynchus cristatus cristatus
Amblyrhynchus cristatus cristatus is een ondersoort van de zeeleguaan (Amblyrhynchus cristatus). De ondersoort werd voor het eerst wetenschappelijk beschreven door Thomas Bell in 1825.
De zeeleguaan komt voor op de Galapagoseilanden, bij de kust van Ecuador. Het exacte verspreidingsgebied verschilt per ondersoort. Amblyrhynchus cristatus cristatus komt endemisch voor op het eiland Fernandina. Het is een wat grotere ondersoort in vergelijking met de andere ondersoorten en heeft een donkergrijze lichaamskleur.